# Wilson Pickett/Diskografie
Diese Diskografie ist eine Übersicht über die musikalischen Werke des US-amerikanischen Soulsängers Wilson Pickett. Den Schallplattenauszeichnungen zufolge hat er bisher mehr als 2,4 Millionen Tonträger verkauft. Seine erfolgreichsten Veröffentlichungen sind die Singles Don’t Let the Green Grass Fool You und Don’t Knock My Love mit je über einer Million verkauften Einheiten.

## Alben

### Studioalben
| Jahr | Titel Musiklabel                             | Höchstplatzierung, Gesamtwochen, AuszeichnungChartplatzierungen (Jahr, Titel, Musiklabel, Platzierungen, Wochen, Auszeichnungen, Anmerkungen) | Höchstplatzierung, Gesamtwochen, AuszeichnungChartplatzierungen (Jahr, Titel, Musiklabel, Platzierungen, Wochen, Auszeichnungen, Anmerkungen) | Höchstplatzierung, Gesamtwochen, AuszeichnungChartplatzierungen (Jahr, Titel, Musiklabel, Platzierungen, Wochen, Auszeichnungen, Anmerkungen) | Anmerkungen                                                                                                  |
| Jahr | Titel Musiklabel                             | DE | US | R&B | Anmerkungen                                                                                                  |
| ---- | -------------------------------------------- | --- | --- | --- | --- |
| 1965 | In the Midnight Hour Atlantic Records        | DE34 (4 Wo.)DE | US107 (6 Wo.)US | R&B3 (7 Wo.)R&B | Erstveröffentlichung: 1965 Charteintritt in DE erst im August 1967                                           |
| 1966 | The Exciting Wilson Pickett Atlantic Records | — | US21 (29 Wo.)US | R&B3 (27 Wo.)R&B | Erstveröffentlichung: August 1966 Produzenten: Jerry Wexler, Jim Stewart, Rick Hall, Steve Cropper, Tom Dowd |
| 1967 | The Wicked Pickett Atlantic Records          | — | US42 (31 Wo.)US | R&B5 (21 Wo.)R&B | Erstveröffentlichung: 1966 Produzent: Jerry Wexler                                                           |
| 1967 | The Sound of Wilson Pickett Atlantic Records | — | US54 (11 Wo.)US | R&B7 (8 Wo.)R&B | Erstveröffentlichung: Juli 1967 Produzenten: Rick Hall, Tom Dowd, Jerry Wexler                               |
| 1968 | I’m in Love Atlantic Records                 | — | US70 (15 Wo.)US | R&B9 (16 Wo.)R&B | Erstveröffentlichung: 1967 Produzenten: Tom Dowd, Tommy Cogbill                                              |
| 1968 | The Midnight Mover Atlantic Records          | — | US91 (13 Wo.)US | R&B10 (10 Wo.)R&B | Erstveröffentlichung: 1968 Produzenten: Tom Dowd, Nesuhi Ertegün, Wilson Pickett                             |
| 1969 | Hey Jude Atlantic Records                    | — | US97 (14 Wo.)US | R&B15 (18 Wo.)R&B | Erstveröffentlichung: 1969 Produzenten: Tom Dowd, Rick Hall                                                  |
| 1970 | Right On Atlantic Records                    | — | US197 (3 Wo.)US | R&B36 (13 Wo.)R&B | Erstveröffentlichung: 1970 Produzenten: Dave Crawford, Jerry Wexler, Rick Hall, Tom Dowd                     |
| 1970 | In Philadelphia Atlantic Records             | — | US64 (19 Wo.)US | R&B12 (32 Wo.)R&B | Erstveröffentlichung: 1970 Produzenten: Kenny Gamble, Leon Huff                                              |
| 1972 | Don’t Knock My Love Atlantic Records         | — | US132 (14 Wo.)US | R&B23 (10 Wo.)R&B | Erstveröffentlichung: 1971 Produzenten: Dave Crawford, Brad Shapiro                                          |
| 1973 | Mr. Magic Man RCA Records                    | — | US187 (3 Wo.)US | R&B30 (7 Wo.)R&B | Erstveröffentlichung: 1973 Produzenten: Dave Crawford, Brad Shapiro                                          |
| 1973 | Miz Lena’s Boy RCA Records                   | — | — | R&B34 (9 Wo.)R&B | Erstveröffentlichung: 1973 Produzenten: Brad Shapiro, Wilson Pickett                                         |
| 1980 | I Want You EMI America                       | — | — | R&B69 (13 Wo.)R&B | Erstveröffentlichung: 1980 Produzent: Andre Perry                                                            |
| 1987 | American Soul Man Motown                     | — | — | R&B75 (1 Wo.)R&B | Erstveröffentlichung: Oktober 1987 Produzent: Robert Margouleff                                              |

Weitere Studioalben
- 1963: It’s Too Late (Double-L)
- 1967: Peace Breaker (Marble Arch Records)
- 1970: Wickedness (Trip Records)
- 1974: Pickett in the Pocket (RCA Records)
- 1974: Tonight I’m My Biggest Audience (RCA Victor)
- 1975: Join Me and Let’s Be Free (RCA Records)
- 1976: Chocolate Mountain (Wicked Records)
- 1978: A Funky Situation (Big Tree Records)
- 1981: Right Track (EMI America)
- 1999: It’s Harder Now (Bullseye Blues & Jazz)
- 2003: If You Need Me (Soulshine Records)

### Livealben
- 1974: Live in Japan (RCA Records)

### Kompilationen
| Jahr | Titel Musiklabel                                     | Höchstplatzierung, Gesamtwochen, AuszeichnungChartplatzierungen (Jahr, Titel, Musiklabel, Platzierungen, Wochen, Auszeichnungen, Anmerkungen) | Höchstplatzierung, Gesamtwochen, AuszeichnungChartplatzierungen (Jahr, Titel, Musiklabel, Platzierungen, Wochen, Auszeichnungen, Anmerkungen) | Höchstplatzierung, Gesamtwochen, AuszeichnungChartplatzierungen (Jahr, Titel, Musiklabel, Platzierungen, Wochen, Auszeichnungen, Anmerkungen) | Anmerkungen                |
| Jahr | Titel Musiklabel                                     | DE | US | R&B | Anmerkungen                |
| ---- | ---------------------------------------------------- | --- | --- | --- | -------------------------- |
| 1967 | The Best of Wilson Pickett Atlantic Records          | — | US35 (54 Wo.)US | R&B9 (28 Wo.)R&B | Erstveröffentlichung: 1967 |
| 1971 | The Best of Wilson Pickett, Vol. II Atlantic Records | — | US73 (13 Wo.)US | R&B8 (16 Wo.)R&B | Erstveröffentlichung: 1971 |
| 1973 | Wilson Pickett’s Greatest Hits Atlantic Records      | — | US178 (8 Wo.)US | R&B33 (8 Wo.)R&B | Erstveröffentlichung: 1973 |

Weitere Kompilationen
| - 1969: Mr. Dynamite (Atlantic Records) - 1972: Star-Collection (Midi) - 1974: Wilson Pickett Vol. 2 (Midi) - 1977: The Best of Wilson Pickett (2 LPs; Brookville Records) - 1980: The Best of Wilson Pickett (Atlantic Records) - 1984: The Best of Wilson Pickett (Atlantic Records) - 1989: Greatest Hits (Duchesse) - 1991: If You Need Me (That’s Soul) - 1991: Wilson Pickett (Atlantic Records) - 1992: A Man and a Half (2 CDs; Rhino Records) | - 1992: The Collection (Castle Communications) - 1993: The Very Best of Wilson Pickett (Rhino Records) - 1997: In the Midnight Hour and Other Hits (Flashback Records) - 1998: Take Your Pleasure Where You Find It: Best of the RCA Years (Camden) - 2002: The Essentials (Atlantic Records) - 2006: The Definitive Collection (Atlantic Records) - 2006: The Definitive Wilson Pickett (2 CDs; Warner Music Group) - 2009: Funky Midnight Mover: The Atlantic Studio Recordings (1962–1978) (6 CDs; Rhino Handmade) - 2015: Mr. Magic Man: The Complete RCA Studio Recordings (2 CDs; Sony Music Entertainment) |

## Singles
| Jahr | Titel Album                                                   | Höchstplatzierung, Gesamtwochen, AuszeichnungChartplatzierungen (Jahr, Titel, Album, Platzierungen, Wochen, Auszeichnungen, Anmerkungen) | Höchstplatzierung, Gesamtwochen, AuszeichnungChartplatzierungen (Jahr, Titel, Album, Platzierungen, Wochen, Auszeichnungen, Anmerkungen) | Höchstplatzierung, Gesamtwochen, AuszeichnungChartplatzierungen (Jahr, Titel, Album, Platzierungen, Wochen, Auszeichnungen, Anmerkungen) | Höchstplatzierung, Gesamtwochen, AuszeichnungChartplatzierungen (Jahr, Titel, Album, Platzierungen, Wochen, Auszeichnungen, Anmerkungen) | Höchstplatzierung, Gesamtwochen, AuszeichnungChartplatzierungen (Jahr, Titel, Album, Platzierungen, Wochen, Auszeichnungen, Anmerkungen) | Höchstplatzierung, Gesamtwochen, AuszeichnungChartplatzierungen (Jahr, Titel, Album, Platzierungen, Wochen, Auszeichnungen, Anmerkungen) | Anmerkungen |
| Jahr | Titel Album                                                   | DE | AT | CH | UK | US | R&B | Anmerkungen |
| ---- | ------------------------------------------------------------- | --- | --- | --- | --- | --- | --- | --- |
| 1963 | If You Need Me It’s Too Late                                  | — | — | — | — | US64 (6 Wo.)US | R&B30 (1 Wo.)R&B | Erstveröffentlichung: 14. April 1963 Autoren: Sonny Sanders, Wilson Pickett, Robert Bateman |
| 1963 | It’s Too Late                                                 | — | — | — | — | US49 (10 Wo.)US | R&B7 (12 Wo.)R&B | Erstveröffentlichung: 17. Juni 1963 Autor: Wilson Pickett |
| 1963 | I’m Down to My Last Heartbreak It’s Too Late                  | — | — | — | — | US95 (4 Wo.)US | R&B27 (4 Wo.)R&B | Erstveröffentlichung: Oktober 1963 Autoren: Big Dee Irwin, James Willingham |
| 1965 | In the Midnight Hour                                          | — | — | — | UK12 Silber · (14 Wo.)UK | US21 (12 Wo.)US | R&B1 (23 Wo.)R&B | Erstveröffentlichung: Juni 1965 Rock and Roll Hall of Fame + Grammy Hall of Fame Platz 135 der Rolling Stone 500 (2010) Platz 181 der Songs of the Century Autoren: Steve Cropper, Wilson Pickett |
| 1965 | Don’t Fight It In the Midnight Hour                           | — | — | — | UK29 (8 Wo.)UK | US53 (10 Wo.)US | R&B4 (13 Wo.)R&B | Erstveröffentlichung: 31. Oktober 1965 Autoren: Steve Cropper, Wilson Pickett |
| 1966 | 634-5789 (Soulsville, USA) The Exciting Wilson Pickett        | — | — | — | UK36 (5 Wo.)UK | US13 (11 Wo.)US | R&B1 (16 Wo.)R&B | Erstveröffentlichung: 28. Januar 1966 Autoren: Steve Cropper, Eddie Floyd |
| 1966 | Ninety-Nine and a Half (Won’t Do) The Exciting Wilson Pickett | — | — | — | — | US53 (8 Wo.)US | R&B13 (8 Wo.)R&B | Erstveröffentlichung: 9. Mai 1966 Autoren: Steve Cropper, Eddie Floyd, Wilson Pickett |
| 1966 | Land of 1000 Dances The Exciting Wilson Pickett               | — | — | — | UK22 Silber · (9 Wo.)UK | US6 (11 Wo.)US | R&B1 (12 Wo.)R&B | Erstveröffentlichung: 18. Juli 1966 Autoren: Fats Domino, Chris Kenner Original: Chris Kenner, 1962                                                                                               |
| 1966 | Mustang Sally The Wicked Pickett                              | — | — | — | UK28 (7 Wo.)UK | US23 (9 Wo.)US | R&B6 (12 Wo.)R&B | Erstveröffentlichung: 7. November 1966 Grammy Hall of Fame Platz 441 der Rolling Stone 500 Autor: Bonny Rice Original: Sir Mack Rice, 1965                                                        |
| 1967 | Everybody Needs Somebody to Love The Wicked Pickett           | — | — | — | — | US29 (7 Wo.)US | R&B19 (7 Wo.)R&B | Erstveröffentlichung: 16. Januar 1967 Autoren: Bert Berns, Solomon Burke, Jerry Wexler Original: Solomon Burke, 1964                                                                              |
| 1967 | I Found a Love The Sound of Wilson Pickett                    | — | — | — | — | US32 (6 Wo.)US | R&B6 (11 Wo.)R&B | Erstveröffentlichung: 24. März 1967 Autoren: Willie Schofield, Robert West, Wilson Pickett Original: The Falcons, 1962                                                                            |
| 1967 | Soul Dance Number Three The Sound of Wilson Pickett           | — | — | — | — | US55 (5 Wo.)US | R&B10 (8 Wo.)R&B | Erstveröffentlichung: 14. Mai 1967 Autoren: Jerry Wexler, Wilson Pickett |
| 1967 | You Can’t Stand Alone The Sound of Wilson Pickett             | — | — | — | — | US70 (5 Wo.)US | R&B26 (3 Wo.)R&B | B-Seite von Soul Dance Number Three Autor: Rudy Clark |
| 1967 | Funky Broadway The Sound of Wilson Pickett                    | — | — | — | UK43 (3 Wo.)UK | US8 (12 Wo.)US | R&B1 (13 Wo.)R&B | Erstveröffentlichung: 19. Juli 1967 Autor: Christian Arlester Original: Dyke & the Blazers, 1966                                                                                                  |
| 1967 | Stag-o-Lee / Stagger-Lee I’m in Love                          | DE32 (4 Wo.)DE | — | — | — | US22 (6 Wo.)US | R&B13 (7 Wo.)R&B | Erstveröffentlichung: 16. Oktober 1967 Traditional / Volkslied |
| 1967 | I’m in Love                                                   | — | — | — | — | US45 (10 Wo.)US | R&B4 (13 Wo.)R&B | B-Seite von Stag-o-Lee Autor: Bobby Womack |
| 1968 | Jealous Love I’m in Love                                      | — | — | — | — | US50 (5 Wo.)US | R&B18 (6 Wo.)R&B | Erstveröffentlichung: 3. Februar 1968 Autoren: Bobby Womack, King Curtis |
| 1968 | I’ve Come a Long Way I’m in Love                              | — | — | — | — | — | R&B46 (3 Wo.)R&B | B-Seite von Jealous Love Autor: Bobby Womack |
| 1968 | She’s Lookin’ Good I’m in Love                                | — | — | — | — | US15 (10 Wo.)US | R&B7 (12 Wo.)R&B | Erstveröffentlichung: 12. April 1968 Autor und Original: Rodger Collins, 1967 |
| 1968 | I’m a Midnight Mover                                          | — | — | — | UK38 (6 Wo.)UK | US24 (7 Wo.)US | R&B6 (10 Wo.)R&B | Erstveröffentlichung: 17. Juni 1968 Autoren: Wilson Pickett, Bobby Womack Original: Bobby Womack, 1968                                                                                            |
| 1968 | I Found a True Love I’m a Midnight Mover                      | — | — | — | — | US42 (7 Wo.)US | R&B11 (9 Wo.)R&B | Erstveröffentlichung: 14. September 1968 Autoren: Bobby Womack, Reggie Young |
| 1968 | A Man and a Half Hey Jude                                     | — | — | — | — | US42 (6 Wo.)US | R&B20 (7 Wo.)R&B | Erstveröffentlichung: 4. November 1968 Autoren: Larry Chambers, Melvin Leakes, Raymond Moore, George Jackson                                                                                      |
| 1968 | Hey Jude                                                      | — | AT19 (4 Wo.)AT | CH3 (7 Wo.)CH | UK16 (9 Wo.)UK | US23 (9 Wo.)US | R&B13 (7 Wo.)R&B | Erstveröffentlichung: 22. Dezember 1968 Autoren: John Lennon, Paul McCartney Original: The Beatles, 1968                                                                                          |
| 1969 | Mini-Skirt Minnie Soul Brothers                               | — | — | — | — | US50 (6 Wo.)US | R&B19 (5 Wo.)R&B | Erstveröffentlichung: 15. März 1969 Autoren: Earl Cage, George Jackson, Lindell Hill |
| 1969 | Born to Be Wild Hey Jude                                      | — | — | — | — | US64 (4 Wo.)US | R&B41 (4 Wo.)R&B | Erstveröffentlichung: 26. April 1969 Autor: Mars Bonfire Original: Steppenwolf, 1968 |
| 1969 | Hey Joe Right On                                              | — | — | — | — | US59 (6 Wo.)US | R&B29 (6 Wo.)R&B | Erstveröffentlichung: 28. Juni 1969 Autor: Billy Roberts Original: The Leaves, 1965 |
| 1969 | You Keep Me Hanging On Right On                               | — | — | — | — | US92 (3 Wo.)US | R&B16 (5 Wo.)R&B | Erstveröffentlichung: 22. November 1969 Autoren: Holland–Dozier–Holland Original: The Supremes, 1966                                                                                              |
| 1970 | Cole, Cooke & Redding The Best of Wilson Pickett, Vol. II     | — | — | — | — | US76 (5 Wo.)US | R&B11 (5 Wo.)R&B | Erstveröffentlichung: 24. März 1970 Tribute to Nat King Cole, Sam Cooke und Otis Redding mit der Melodie von Dions Abraham, Martin and John                                                       |
| 1970 | Sugar, Sugar Right On                                         | — | — | — | — | US25 (12 Wo.)US | R&B4 (13 Wo.)R&B | B-Seite von Cole, Cooke & Redding Autoren: Jeff Barry, Andy Kim Original: The Archies, 1969 |
| 1970 | She Said Yes Right On                                         | — | — | — | — | US68 (5 Wo.)US | R&B20 (6 Wo.)R&B | Erstveröffentlichung:15. August 1970 Autoren: Don Covay, Johnny Nash, William Stevenson, Wilson Pickett                                                                                           |
| 1970 | Engine Number 9 In Philadelphia                               | — | — | — | — | US14 (13 Wo.)US | R&B3 (14 Wo.)R&B | Erstveröffentlichung: 12. September 1970 Autoren: Leon Huff, Kenny Gamble |
| 1971 | Don’t Let the Green Grass Fool You In Philadelphia            | — | — | — | — | US17 Gold · (11 Wo.)US | R&B2 (13 Wo.)R&B | Erstveröffentlichung: 22. Januar 1971 Autoren: Jerry Akines, Victor Drayton, Reginald Turner, Johnny Bellmon                                                                                      |
| 1971 | Don’t Knock My Love                                           | — | — | — | — | US13 Gold · (12 Wo.)US | R&B1 (14 Wo.)R&B | Erstveröffentlichung: 17. April 1971 Autoren: Brad Shapiro, Wilson Pickett |
| 1971 | Call My Name, I’ll Be There Don’t Knock My Love               | — | — | — | — | US52 (7 Wo.)US | R&B10 (9 Wo.)R&B | Erstveröffentlichung: 10. September 1971 Autoren: Bill Martin, Brad Shapiro, Dave Crawford |
| 1971 | Fire and Water Don’t Knock My Love                            | — | — | — | — | US24 (11 Wo.)US | R&B2 (12 Wo.)R&B | Erstveröffentlichung: 11. Dezember 1971 Autoren: Andy Fraser, Paul Rodgers Original: Free, 1970                                                                                                   |
| 1972 | Funk Factory –                                                | — | — | — | — | US58 (8 Wo.)US | R&B11 (9 Wo.)R&B | Erstveröffentlichung: 13. Mai 1972 Autoren: Brad Shapiro, Luther Dixon, Wilson Pickett |
| 1972 | Mama Told Me Not to Come Don’t Knock My Love                  | — | — | — | — | US99 (2 Wo.)US | R&B16 (7 Wo.)R&B | Erstveröffentlichung: Oktober 1972 Autor: Randy Newman Original: Eric Burdon & The Animals, 1966                                                                                                  |
| 1973 | Mr. Magic Man                                                 | — | — | — | — | US98 (1 Wo.)US | R&B16 (8 Wo.)R&B | Erstveröffentlichung: 3. Februar 1973 Autoren: Bobby Eli, Carl Fisher |
| 1973 | International Playboy In Philadelphia                         | — | — | — | — | — | R&B30 (6 Wo.)R&B | Erstveröffentlichung: 1. April 1973 Autoren: Bernard Robert Broomer, Bunny Sigler, Gene Dozier, Lee Phillips                                                                                      |
| 1973 | Take a Closer Look at the Woman You’re With Miz Lena’s Boy    | — | — | — | — | US90 (5 Wo.)US | R&B17 (12 Wo.)R&B | Erstveröffentlichung: 21. September 1973 Autoren: Autoren: Brad Shapiro, Wilson Pickett |
| 1973 | Soft Soul Boogie Woogie Miz Lena’s Boy                        | — | — | — | — | — | R&B20 (13 Wo.)R&B | Erstveröffentlichung: 10. November 1973 Autoren: Don Goodman, Troy Seals, Will Jennings |
| 1974 | Take Your Pleasure Where You Find It Pickett in the Pocket    | — | — | — | — | — | R&B68 (8 Wo.)R&B | Erstveröffentlichung: 24. Mai 1974 Autoren: Bobby Charles, Paul Butterfield Original: Paul Butterfield’s Better Days, 1973                                                                        |
| 1975 | The Best Part of a Man Chocolate Mountain                     | — | — | — | — | — | R&B26 (12 Wo.)R&B | Erstveröffentlichung: 15. November 1975 Autoren: Clarence Reid, Willie Clarke |
| 1976 | Love Will Keep Us Together Chocolate Mountain                 | — | — | — | — | — | R&B69 (7 Wo.)R&B | Erstveröffentlichung: 24. März 1976 Autoren: Howard Greenfield, Neil Sedaka Original: Neil Sedaka, 1973                                                                                           |
| 1978 | Who Turned You On A Funky Situation                           | — | — | — | — | — | R&B59 (7 Wo.)R&B | Erstveröffentlichung: 17. Juni 1978 Autor: Curtis Wilkins |
| 1978 | Groovin’ A Funky Situation                                    | — | — | — | — | — | R&B94 (2 Wo.)R&B | Erstveröffentlichung: 10. September 1978 Autoren: Eddie Brigati, Felix Cavaliere Original: Sam the Sham & the Pharaohs, 1966                                                                      |
| 1979 | I Want You                                                    | — | — | — | — | — | R&B41 (13 Wo.)R&B | Erstveröffentlichung: Oktober 1979 Autoren: Jean Roussel, Marty Simon, Wilson Pickett |
| 1980 | Groove City I Want You                                        | DE75 (1 Wo.)DE | — | — | — | — | — | Erstveröffentlichung: Januar 1980 Autoren: Jean Roussel, Marty Simon |
| 1980 | Live with Me I Want You                                       | — | — | — | — | — | R&B95 (2 Wo.)R&B | Erstveröffentlichung: Februar 1980 Autoren: Don Covay, Wilson Pickett |
| 1987 | Don’t Turn Away American Soul Man                             | — | — | — | — | — | R&B74 (6 Wo.)R&B | Erstveröffentlichung: August 1987 Autoren: Darryl Horn, Rick Bowen, Donna Bowen |

grau schraffiert: keine Chartdaten aus diesem Jahr verfügbar
Weitere Singles
| - 1962: Let Me Be Your Boy - 1962: My Heart Belongs to You - 1963: I Can’t Stop - 1964: I’m Gonna Cry - 1965: Come Home Baby - 1966: Three Time Loser - 1967: New Orleans - 1967: Billy The Kid (mit The Falcons) - 1968: Deborah - 1968: That Kind of Love - 1969: Un’avventura - 1970: Run Joey Run | - 1972: One Step Away - 1973: Two Woman and a Wife - 1974: I Was Too Nice - 1977: Love Dagger - 1978: Funky Situation - 1981: Don’t Underestimate the Power of Love - 1981: Ain’t Gonna Give You No More - 1982: Seconds (mit Jackie Moore) - 1987: Love Never Let Me Down - 1987: In the Midnight Hour (1987 Midnight Mix) - 1988: Land of a Thousand Dances (Elwood Blues Revue feat. Wilson Pickett) |

### Promo-Singles
- 1979: Shameless

## Statistik

### Chartauswertung
|                     | DE    | US     | R&B      |
| ------------------- | ----- | ------ | -------- |
| Nummer-eins-Alben   | DE—DE | US—US  | R&B—R&B  |
| Top-10-Alben        | DE—DE | US—US  | R&B8R&B  |
| Alben in den Charts | DE1DE | US14US | R&B17R&B |

|                       | DE    | AT    | CH    | UK    | US     | R&B      |
| --------------------- | ----- | ----- | ----- | ----- | ------ | -------- |
| Nummer-eins-Singles   | DE—DE | AT—AT | CH—CH | UK—UK | US—US  | R&B5R&B  |
| Top-10-Singles        | DE—DE | AT—AT | CH1CH | UK—UK | US2US  | R&B18R&B |
| Singles in den Charts | DE2DE | AT1AT | CH1CH | UK8UK | US38US | R&B49R&B |

### Auszeichnungen für Musikverkäufe
Anmerkung: Auszeichnungen in Ländern aus den Charttabellen bzw. Chartboxen sind in ebendiesen zu finden.
| Land/RegionAuszeichnungen für Musikverkäufe (Land/Region, Auszeichnungen, Verkäufe, Quellen) | Silber     | Gold     | Platin | Verkäufe  | Quellen   |
| -------------------------------------------------------------------------------------------- | ---------- | -------- | ------ | --------- | --------- |
| Vereinigte Staaten (RIAA)                                                                    | —          | 2× Gold2 | —      | 2.000.000 | riaa.com  |
| Vereinigtes Königreich (BPI)                                                                 | 2× Silber2 | —        | —      | 400.000   | bpi.co.uk |
| Insgesamt                                                                                    | 2× Silber2 | 2× Gold2 | —      |           |           |